# Judith Anderson

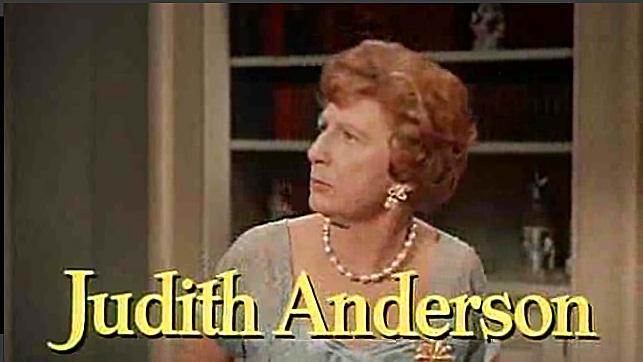
In Cat on a Hot Tin Roof

Dame Frances Margaret (Judith) Anderson (Adelaide, 10 februari 1897 - Santa Barbara, Californië, 3 januari 1992) was een Australisch actrice, die veelal furore maakte in Amerikaanse producties. In 1960 werd ze geridderd namens het Britse rijk. Ze won twee Emmy's en een Tony Award. Voor haar rol in Rebecca werd ze genomineerd voor de Academy Award voor Beste Vrouwelijke Bijrol.
Ze begon haar acteercarrière in Australië, maar verhuisde in 1918 naar New York. Ze maakte haar debuut in 1933, in de film Blood Money, geregisseerd door Rowland Brown. In de jaren 30, 40 en 50 was ze een grote ster op elk podium van een Broadway theatre.
Een bekende rol van haar is die van hoofd huishouding Mrs. Danvers in de Alfred Hitchcock-film Rebecca uit 1940. Gedurende de jaren 40 en 50 verscheen ze in vele films, waaronder Edge of Darkness (1943), Laura (1944), And Then There Were None (1945), The Ten Commandments (1956) en Cat on a Hot Tin Roof (1958). In de jaren 60, 70 en 80 verlegde ze haar aandacht meer naar het toneel.
Haar laatste rol speelde ze in Santa Barbara (als Minx Lockridge), tussen 1984 en 1987. Ironisch genoeg was Santa Barbara toentertijd haar woonplaats. Ook verscheen ze in 1984 in Star Trek III: The Search for Spock.
Anderson trouwde twee keer. De eerste keer was op 18 mei 1937, met Benjamin Harrison Lehmann. Het stel ging na ruim twee jaar alweer uit elkaar, op 23 augustus 1939. Op 11 juli 1946 trouwde ze voor de tweede keer, ditmaal met Luther Greene. Het huwelijk eindigde na bijna 4 jaar, op 26 juni 1951, in scheiding. Ze trouwde nooit weer. Ze overleed uiteindelijk op de leeftijd van bijna 95 jaar, aan de gevolgen van een longontsteking.

## Filmografie (selectie)
- 1933 - Blood Money (Rowland Brown)
- 1940 - Rebecca (Alfred Hitchcock)
- 1940 - Forty Little Mothers (Busby Berkeley)
- 1941 - Free and Easy (George Sidney)
- 1941 - Lady Scarface (Frank Woodruff)
- 1942 - All Through the Night (Vincent Sherman)
- 1942 - Kings Row (Sam Wood)
- 1943 - Edge of Darkness (Lewis Milestone)
- 1943 - Stage Door Canteen (Frank Borzage)
- 1944 - Laura (Otto Preminger)
- 1945 - And Then There Were None (René Clair)
- 1946 - The Diary of a Chambermaid (Jean Renoir)
- 1946 - The Strange Love of Martha Ivers (Lewis Milestone)
- 1946 - Specter of the Rose (Ben Hecht)
- 1947 - Pursued (Raoul Walsh)
- 1947 - The Red House (Delmer Daves)
- 1947 - Tycoon (Richard Wallace)
- 1950 - The Furies (Anthony Mann)
- 1953 - Salome (William Dieterle)
- 1956 - The Ten Commandments (Cecil B. DeMille)
- 1958 - Cat on a Hot Tin Roof (Richard Brooks)
- 1960 - Cinderfella (Frank Tashlin)
- 1961 - Don't Bother to Knock (Cyril Frankel)
- 1970 - A Man Called Horse (Elliot Silverstein)
- 1975 - Inn of the Damned (Terry Bourke)
- 1984 - Star Trek III: The Search for Spock (Leonard Nimoy)
- 1985 - Impure Thoughts (Michael A. Simpson) (vertelster)

- Australian Dictionary of Biography: anderson-dame-frances-margaret-judith-17007
- Australian Women's Register: IMP0006b
- Biblioteca Nacional de España: XX1291044
- Bibliothèque nationale de France: cb13890756c (data)
- Gemeinsame Normdatei: 141653159
- International Standard Name Identifier: 0000 0000 7977 8501
- Library of Congress Control Number: n82225115
- Nationale Bibliotheek van Tsjechië: xx0149752
- Nationale Bibliotheek van Israël: 987007334587205171
- Nationale Bibliotheek van Polen: a0000001617227
- Nederlandse Thesaurus van Auteursnamen: 072533536
- SNAC: w6ff45s7
- Système universitaire de documentation: 059299606
- Trove: 625278
- Virtual International Authority File: 74036593
- WorldCat: E39PBJd8fTCVKqxmQd9mpXDrMP